# Azja Południowo-Wschodnia
Azja Południowo-Wschodnia – region Azji obejmujący Półwysep Indochiński i Archipelag Malajski wraz z Filipinami. Należą do niego następujące państwa:
- Mjanma,
- Tajlandia,
- Kambodża,
- Laos,
- Wietnam,
- Malezja,
- Singapur,
- Indonezja,
- Timor Wschodni,
- Brunei,
- Filipiny.

Zajmują one powierzchnię około 4,495 mln km², z liczbą ludności przekraczającą 550 mln mieszkańców (szacunek na rok 2004).

Mapa Azji Południowo-Wschodniej (podpisy w języku angielskim)

Niekiedy do Azji Południowo-Wschodniej zalicza się też należące do Indii archipelagi Andamany i Nikobary, oraz stanowiące przedmiot sporu między Chinami a Wietnamem, Malezją i Filipinami archipelagi Paracelski i Spratly. Natomiast wschodnie obszary Indonezji, a dokładniej prowincje papuaskie położone na Nowej Gwinei, zaliczane są przeważnie do Oceanii, a nie do Azji (przynajmniej pod względem kulturowym). Niekiedy także Timor Wschodni zaliczany jest do Oceanii.
W latach 1954–1977 istniała międzynarodowa organizacja o nazwie Organizacja Paktu Azji Południowo-Wschodniej (SEATO), której celem było zapewnienie pokoju w tym regionie świata. Pakt ten utworzyły dwa państwa tego regionu: Tajlandia i Filipiny oraz kilka mocarstw światowych i regionalnych, które miały swoje interesy w tym regionie, tj. Stany Zjednoczone, Australia, Francja, Nowa Zelandia, Pakistan oraz Wielka Brytania.